# Resolució 2134 del Consell de Seguretat de les Nacions Unides
La Resolució 2134 del Consell de Seguretat de les Nacions Unides fou adoptada per unanimitat el 28 de gener de 2014. El Consell va prorrogar el mandat de l'Oficina Integrada de l'ONU a la República Centreafricana (BINUCA) per un any, va anunciar una sèrie de sancions i va donar permís a una operació de la Unió Europea al país.

## Observacions
El Consell assenyala que la situació a la República Centreafricana continuava deteriorant-se per l'esclat de violència entre cristians i musulmans amb assassinats i atacs incendiaris per motius religiosos. Va condemnar un atac a Bangui on hi van morir més de mil persones. Centenars de milers de persones eren desplaçades. I el grup anti-Balaka dels rebels Seleka havien comès violacions dels drets humans a gran escala.
Mentrestant, la República Centreafricana va ser suspesa del Procés de Kimberley, el que significava que el país ja no podia comerciar diamants en brut. El rei del Marroc també va ser nomenat president del Comitè de Construcció de la Pau per a la República Centreafricana. El Marroc també havia enviat una unitat de control.
D'altra banda, els països de la Unió Africana havien format la Missió Internacional de Suport a la República Centreafricana sota Direcció Africana (MISCA) i França va enviar tropes per protegir la població en virtut de la Resolució 2127 (2013). El Consell també va donar les gràcies a la Unió Europea per la seva decisió de donar suport financer a la Misca i per sopesar configurar una operació de suport.

## Actes
El mandat de BINUCA es va ampliar fins al 31 de gener de 2015 i s'ha ajustà de la manera següent:
a. Donar suport al procés de transició política,
b. Coordinar l'assistència d'emergència,
c. Ajudar a restablir i donar suport al sistema d'estat,
d. Estabilitzar la situació de seguretat,
e. Més seguiment dels drets humans,
f. Enviar experts que supervisin el suport a l'embargament d'armes,
g. Coordinar els esforços internacionals.
També es va decidir imposar una prohibició de viatge contra les persones designades per una comissió establerta a aquest efecte. Cap país podria permetre que aquestes persones entressin al seu territori. Els seus actius també havien de ser congelats. A més, es va ampliar l'embargament d'armes per un any, així com el comitè que el supervisava.
Finalment, la Unió Europea va rebre el permís per a una operació de sis mesos a la República Centreafricana. Es va demanar als països que cooperessin i al govern de transició centreafricà concloure un Status of Force Agreement tan aviat com sigui possible.